# Max John
Max John (1 de julio de 1997) es un deportista alemán que compite en remo. Ganó una medalla de plata en el Campeonato Europeo de Remo de 2024, en la prueba de ocho con timonel.

## Palmarés internacional
| Campeonato Europeo | Campeonato Europeo | Campeonato Europeo | Campeonato Europeo |
| Año                | Lugar              | Medalla            | Prueba             |
| ------------------ | ------------------ | ------------------ | ------------------ |
| 2024               | Szeged (Hungría)   | Medalla de plata   | Ocho con timonel   |